# Liste der Naturdenkmale in Hohenfels-Essingen
Die Liste der Naturdenkmale in Hohenfels-Essingen nennt die im Gemeindegebiet von Hohenfels-Essingen ausgewiesenen Naturdenkmale (Stand 4. Juni 2024).

## Naturdenkmale
| Nr.         | Bezeichnung                                             | Lage                                                                                | Beschreibung | Bild                                    |
| ----------- | ------------------------------------------------------- | ----------------------------------------------------------------------------------- | --- | --------------------------------------- |
| ND-7233-035 | Gipfel „Alter Voß“ mit Befreiungsbuche                  | Hohenfels, südwestlich des Ortes; Abteilung Der Alterfaß Lage                       | flächenhaftes Naturdenkmal; zugehörig: Fagus sylvatica, angeblich vor 1650 gekeimt, 34 m hoch bei 3,15 m Brusthöhenumfang und 20 m Kronendurchmesser; teilweise zu Berlingen | Direkt Bild zu diesem Denkmal hochladen |
| ND-7233-037 | Alte Mühlsteinbrüche mit Höhlengängen und Schwedenfeste | Hohenfels, nördlich des Ortes; Abteilung Der Mühlenberg Lage                        | vier Basalthöhlen; flächenhaftes Naturdenkmal, ca. 0,8 ha | Direkt Bild zu diesem Denkmal hochladen |
| ND-7233-053 | Lavafelsen                                              | Essingen, nördlich des Ortes; Abteilung In Ahler Lage                               | Felsformation | Direkt Bild zu diesem Denkmal hochladen |
| ND-7233-054 | Lavablockfeld                                           | Hohenfels, nördlich des Ortes; Abteilungen Der Gemeindewald und Der Mühlenberg Lage | flächenhaftes Naturdenkmal, ca. 6,6 ha | Direkt Bild zu diesem Denkmal hochladen |